# Aeroportul Internațional Arturo Michelena
Aeroportul Internațional Arturo Michelena (IATA: VLN, ICAO: SVVA) este un aeroport din Carabobo, Venezuela ce deservește zona Valencia, Venezuela. A fost deschis în 29 septembrie 1986 și numit după Arturo Michelena⁠(d).
Situat la o altitudine de 430 m, aeroportul dispune de 1 pistă.

## Infrastructură

### Piste
Aeroportul dispune de o singură pistă. Pista 10/28 are suprafața de asfalt. 